# Gulou (Kaifeng)
Gulou (en chino, 鼓楼; pinyin, Gǔlóu (escuchar)ⓘ   ) es un distrito urbano bajo la administración directa de la Prefectura  Kaifeng  en la Provincia de Henan, República Popular China.  Su área es de 60 km² y su población total para 2010 superó los 140 mil  habitantes. 

## Administración
Desde julio de 2024, el Distrito Gulou se divide en 13 pueblos administrados en subdistritos.

## Toponimia
El topónimo Gulou [/ku-Lóu/] se compone de los sinogramas Ku (tambor) y Luo (torre), lo que da como resultado "torre del tambor". Recibe este nombre porque hay una torre de tambor construida en la dinastía Ming y renovada en la dinastía Qing dentro de la jurisdicción.